# Felipe Guimarães
Felipe Guimarães (Anápolis, Goiás, 22 maart 1991) is een Braziliaans autocoureur.
In 2007 ging Guimarães naar de Formule 3 Sudamericana en finishte als 4e in punten met 2 overwinningen. In 2008 ging hij in Europa racen in de Euroseries 3000 waar hij als 9e finishte. Vervolgens nam hij deel in het gehele A1GP seizoen 2008-2009 voor A1 Team Brazilië waar zijn beste finish een tweede plaats was in de hoofdrace op Kyalami. Vervolgens tekende hij een contract met Bryan Herta Autosport om zijn Indy Lights-debuut te maken op Watkins Glen International in juli 2009. Hij finishte als derde in zijn eerste Indy Lights-race. Hij maakte hierna nog twee Indy Lights-starts en finishte als tweede op Infineon Raceway.

## A1GP resultaten
| Jaar    | Inschrijving     | 1          | 2          | 3          | 4          | 5          | 6         | 7          | 8          | 9          | 10        | 11        | 12          | 13          | 14          | Rang | Punten |
| ------- | ---------------- | ---------- | ---------- | ---------- | ---------- | ---------- | --------- | ---------- | ---------- | ---------- | --------- | --------- | ----------- | ----------- | ----------- | ---- | ------ |
| 2008-09 | A1 Team Brazilië | NED SPR 14 | NED FEA NF | CHI SPR 20 | CHI FEA NF | MAL SPR NF | MAL FEA 7 | NZL SPR 14 | NZL FEA 15 | RSA SPR 15 | RSA FEA 2 | POR SPR 7 | POR FEA DNS | GBR SPR DNS | GBR FEA DNS | 15   | 18     |